# Lézignan-la-Cèbe
Lézignan-la-Cèbe is een gemeente in het Franse departement Hérault (regio Occitanie). De plaats maakt deel uit van het arrondissement Béziers. Lézignan-la-Cèbe telde op 1 januari 2022 1.569 inwoners.

## Geografie
De oppervlakte van Lézignan-la-Cèbe bedroeg op 1 januari 2022 6,13 vierkante kilometer; de bevolkingsdichtheid was toen 256 inwoners per km².

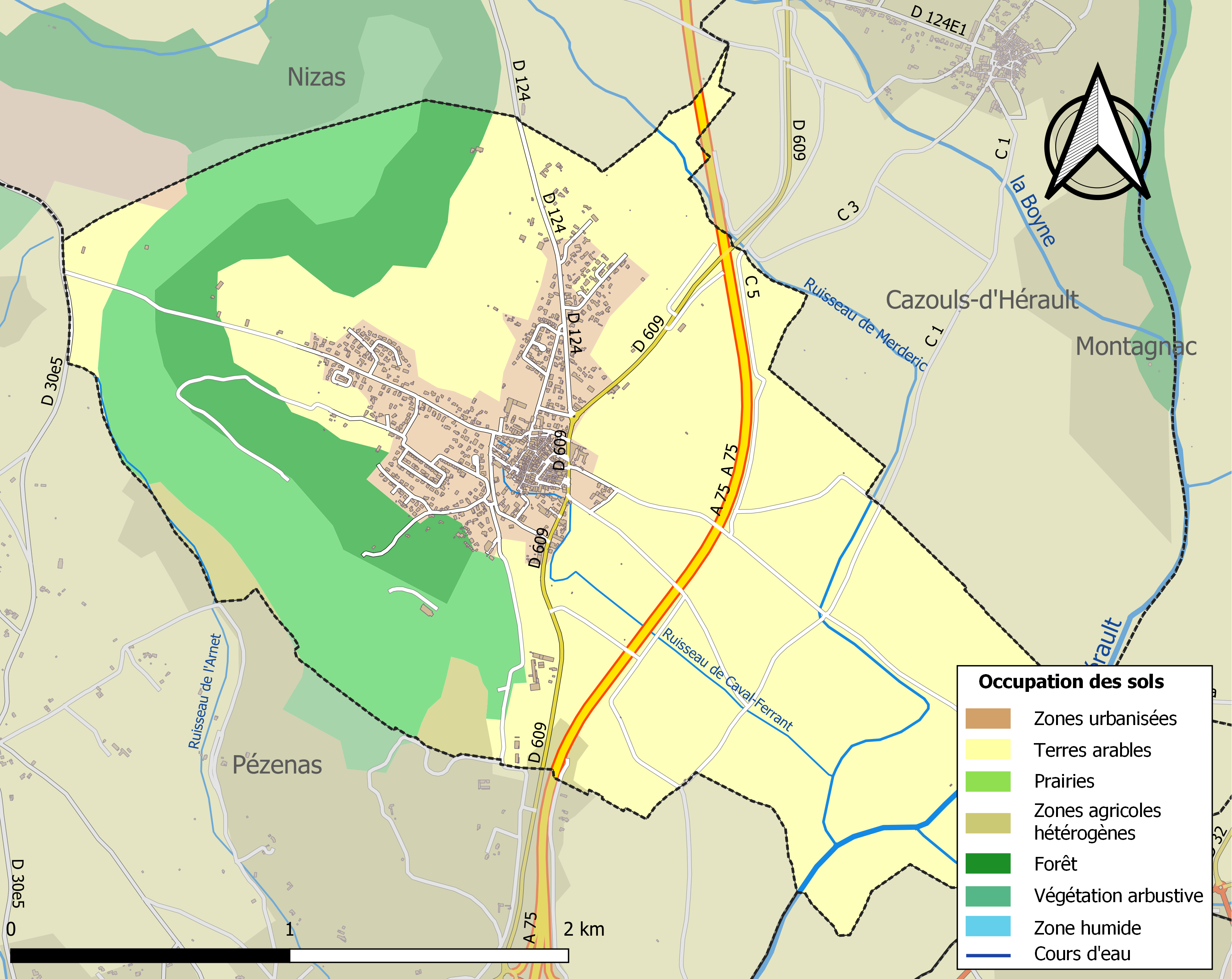
Kaart van de gemeente met belangrijkste infrastructuur, bodemgebruik en omliggende gemeenten

## Demografie
Onderstaande figuur toont het verloop van het inwonertal (bron: INSEE-tellingen).